# UNIFAM
La Unión Nacional de Fabricantes de Alfombras, Moquetas y Afines (UNIFAM) es una asociación empresarial con sede en Crevillente, dedicada a la representación y promoción del sector alfombrero en España. Fundada en 1977, agrupa a las principales empresas del ramo y ha jugado un papel clave en la modernización, internacionalización y defensa de la producción nacional de alfombras, moquetas y revestimientos textiles. La asociación tiene su sede en la localidad alicantina de Crevillente, conocida como la Ciudad de la Alfombra.

## Historia
UNIFAM fue constituida oficialmente el 22 de mayo de 1977, tras la aprobación de la ley que regulaba el derecho de asociación sindical y empresarial. En sus orígenes, 14 empresas del sector se unieron con el objetivo de representar al gremio en la negociación del convenio colectivo y dar cohesión institucional a una industria en crecimiento. Desde entonces, UNIFAM se ha consolidado como la única entidad que aglutina a fabricantes de alfombras, moquetas, revestimientos y afines en el ámbito estatal.

## Objetivos y funciones
Los objetivos principales de la asociación son:
- Representar los intereses del sector ante administraciones públicas, instituciones europeas y organismos reguladores.
- Apoyar la innovación, sostenibilidad y digitalización de los procesos industriales.
- Impulsar la formación profesional y la mejora continua de los trabajadores del sector.
- Facilitar la promoción nacional e internacional de los productos mediante ferias, marcas de calidad y certificaciones.

Desde 1994, UNIFAM gestiona la marca colectiva Alfombras de Crevillente, que identifica productos fabricados localmente bajo criterios de calidad y autenticidad.

## Actividades
Entre las iniciativas más destacadas de UNIFAM se encuentran:
- La organización anual de la Feria de la Alfombra, celebrada en Crevillente desde 2016, en colaboración con el Ayuntamiento.
- Proyectos de colaboración con centros educativos y tecnológicos para el desarrollo de células robóticas flexibles aplicadas a la automatización industrial.[3]
- Iniciativas para la obtención de una Indicación Geográfica Protegida (IGP) para las alfombras de Crevillente, con el fin de proteger la denominación y reforzar el prestigio del producto.[4]

## Impacto económico
En la actualidad, las empresas asociadas a UNIFAM generan aproximadamente el 85 % de la producción nacional de alfombra mecánica. El sector alcanzó en 2024 una cifra de exportaciones cercana a los 22 millones de euros, con una actividad económica global estimada en torno a los 100 millones de euros.
Las líneas de futuro incluyen la especialización en productos de alta gama, la fabricación personalizada bajo demanda y el incremento de los estándares medioambientales y de trazabilidad.